# Резолюция 15 на Съвета за сигурност на ООН
Резолюция 15 на Съвета за сигурност на ООН е приета единодушно на 19 декември 1946 г. по повод гражданската война в Гърция. Резолюцията постановява създаване на комисия, която да разследва естеството на фактите, отнасящи се до т.нар. нарушения на границите на Гърция, от една страна, с България, Югославия и Албания, от друга страна. Резолюцията дава срок на комисията да пристигне на място до 15 януари 1947 и да предаде възможно най-скоро на Съвета за сигурност доклад с резултатите от проведеното разследване. Комисията получава право да провежда разследванията си в Северна Гърция и подобни райони в други части на Гърция, в България, Югославия и Албания. За целите на разследването комисията е упълномощена да изисква необходимата ѝ информация от правителствата, от длъжностни лица и от обикновените граждани в посочените страни, както и да използва други източници за осведомяване, ако сметне за необходимо.